# Dialogues de Platon
Les dialogues de Platon sont les œuvres philosophiques écrites par Platon. Ces ouvrages se présentent sous forme de dialogues philosophiques entre différents personnages. Les dialogues de Platon figurent parmi les classiques de la philosophie.

## Concept
La plupart des textes de Platon sont rédigés, à un degré ou un autre, sous forme dialoguée. On a appelé ces dialogues, qui mettent en scène Socrate, les dialogues socratiques. Toutefois, certains textes de Platon, appelés les lettres de Platon, sont écrits à la première personne, sous une forme parfois autobiographique. Il ne s'agit pas de textes philosophiques à proprement parler.
La question de savoir comment interpréter philosophiquement cette forme est discutée depuis l'Antiquité et se trouve également liée à la question de la chronologie des dialogues. Trois groupes d'approche peuvent être distingués, groupes qui contiennent eux-mêmes des variantes plus ou moins importantes. Ces groupes sont l'interprétation unitariste, l'interprétation ésotérique et l'interprétation maïeutique.
- La première approche considère que la forme dialoguée est un moyen d'exposition explicite de la pensée de Platon et qu'elle ne constitue pas un simple procédé littéraire : le personnage qui conduit la discussion, Socrate le plus souvent, est le porte-parole de l'auteur. Dans cette approche, les commentateurs étudient les idées contenues dans les dialogues en les considérant comme parties d'un tout cohérent, soit relativement à l'ensemble des textes, soit relativement à un groupe de dialogues. C'est l'approche la plus répandue. Elle a été soutenue par Shorey et Cherniss, et en France aujourd'hui par Luc Brisson, Jean-François Pradeau. Ce genre de lecture est également illustré par la philosophie analytique qui s'attache à l'examen et l'évaluation des méthodes argumentatives, en particulier la méthode socratique de la réfutation et la validité de la réfutation de la Théorie des Idées dans le Parménide. Cette dernière approche est celle de G.E.L. Owen et de Gregory Vlastos.
- La deuxième approche affirme qu'il ne s'agit que d'une caractéristique extérieure et sans importance sur les conceptions platoniciennes : on ne trouve dans les dialogues que des indications allusives à un enseignement oral donné au sein de l'Académie. Les dialogues sont donc seulement provisoires et inachevés en regard de leur contenu doctrinal. Cette approche a été systématisée et défendue depuis le XIXe à la suite des travaux et des traductions de l'érudit allemand Schleiermacher. Elle se retrouve par exemple chez Robin en France ou Natorp en Allemagne. Elle est encore de nos jours défendue par beaucoup, dont l'École de Tübingen (Tübinger Schule) présente en Allemagne (avec Krämer par exemple) et en Italie (avec Reale).
- Pour l'approche maïeutique, soutenue en particulier par Leo Strauss et Stanley Rosen, il n'est pas certain que le point de vue proprement platonicien s'exprime par la bouche de l'un ou l'autre des personnages du dialogue, fût-ce Socrate lui-même. Ce serait alors au lecteur de former son propre jugement, suggéré par l'échange entre les personnages du dialogue. Cette approche se divise elle-même en deux grands groupes : une approche qui considère que Platon écrit pour que le lecteur parvienne à une idée déterminée ; et une approche qui considère que, au contraire, Platon n'impose pas une issue déterminée.

## Chronologie et datation

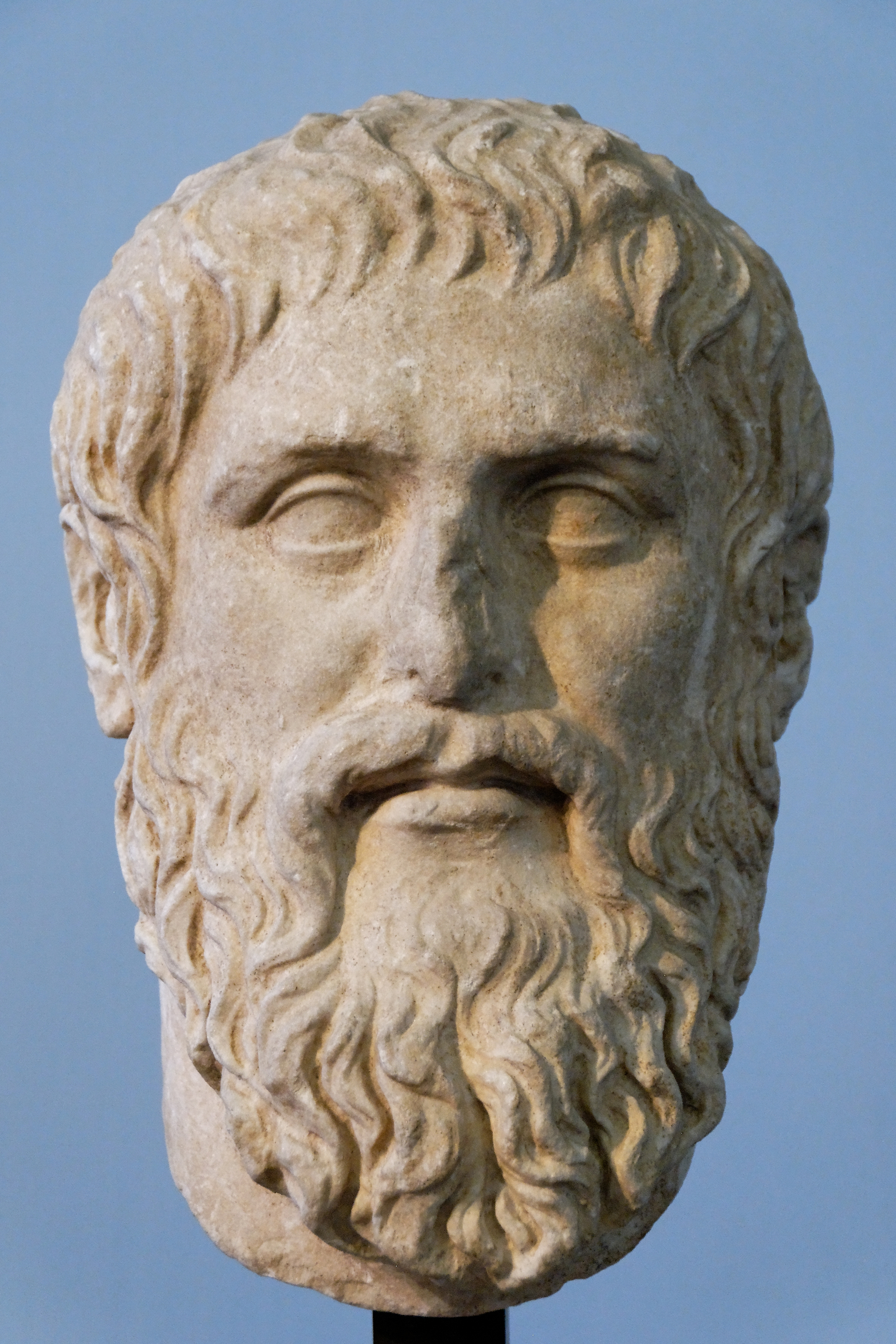
Platon. Copie du portrait exécuté pour l'Académie vers 370 av. J.-C..

Olympiodore conseille de commencer par Alcibiade et de terminer par le Philèbe. Les spécialistes de stylistique, de statistique lexicale et d'histoire des idées ont classé les 35 dialogues attribués à Platon en grands « groupes », sans toujours s'entendre sur la stricte succession de chacun ou sur la périodisation par groupes. Ce classement en groupes par le moyen de la stylométrie se résume fondamentalement aux trois groupes suivants :
1. jeunesse : tous les dialogues qui ne sont pas dans les deux suivants ;
2. maturité : Phèdre, Cratyle, Ménon, Phédon, La République, Le Banquet ; (Dialogues de transition : Parménide, Théétète) ;
3. vieillesse : Lois, Philèbe, Sophiste, Politique, Timée, Critias.

Un tel regroupement ne peut être cependant considéré de manière absolue : il existe quelques variantes dont la succession proposée par Luc Brisson.
Cette méthode, en particulier, ne permet pas de parvenir à des conclusions sur la périodisation des dialogues ; la raison en est que, selon la critique de C.H. Kahn, les résultats de la stylométrie nous renseignent sur des groupes stylistiques, et non sur des rapports chronologiques. De plus, le détail de ce classement dépend également de la fonction que l'on attribue à chaque « période » (reconstitution du discours de Socrate, exposition explicite des idées, auto-critique), ainsi que de l'idée que l'on se fait du développement intellectuel de Platon. Par exemple, si l'on défend une approche de type unitariste, décrite plus haut, on pourra considérer qu'un dialogue comme l'Hippias mineur n'est pas une ébauche de textes ultérieurs, mais constitue une propédeutique présentée sur le mode aporétique propédeutique, qui contient des principes philosophiques identiques aux dialogues supposés plus tardifs.
Il n'y a donc aucun accord des spécialistes sur la périodisation des dialogues de Platon, aucun critère n'apparaissant suffisamment probant, et les classifications sont ainsi toutes plus ou moins spéculatives. De telles incertitudes peuvent alors conduire à estimer que toutes ces hypothèses de regroupement et/ou de périodisation sont d'une grande faiblesse, et un éditeur a récemment choisi pour cette raison de revenir au classement de Thrasylle, établi au Ier siècle av. J.-C..
Voici, à titre d'exemple, une manière de détailler cette succession (mais non la périodisation), proposée par Luc Brisson.
1. Période de jeunesse (-399/-390). Hippias mineur (Petit Hippias) (sur le faux), Ion (sur la poésie), Lachès (sur le courage), Charmide (sur la sagesse morale), Protagoras (sur les sophistes), Euthyphron (sur la piété). Durant cette période, Platon s'efforce de reproduire la pensée de Socrate.
2. Période de transition (-390/-385 ?). Gorgias (sur la rhétorique), Ménon (sur la vertu), Apologie de Socrate, Criton (sur le devoir), Euthydème (sur l'éristique), Lysis (sur l'amitié), Ménexène (sur l'oraison funèbre), Cratyle (sur le langage) ; le premier livre de La République (Thrasymaque ?) date de cette période
3. Période de maturité (-385/-370). Phédon (sur l'âme), Le Banquet (sur l'amour), La République (sur le Juste), Phèdre (sur le Beau). Durant cette période Platon arrive à la maîtrise de sa propre pensée, en particulier avec les notions d'Idées, de réminiscence, de philosophe-roi.
4. Période d'auto-critique (-370/-358). Théétète (sur la science), Parménide (sur les Idées), Le Sophiste (sur l'Être), Le Politique (sur la royauté). Dans le Parménide, Platon conteste ses propres postulats philosophiques, en montrant l'échec de la dialectique comme tentative pour établir l'Un-Bien comme fondement[11]. Durant cette période, Platon change son ontologie : tout ce qui existe est combinaison des mêmes principes : Être et Non-Être, Limite et Illimitation, Un et Infini, Même et Autre[12].
5. Période de vieillesse (-358/-346). Timée (sur la Nature), Critias (sur l'Atlantide), Philèbe (sur le plaisir), Les Lois (sur la législation). "Trois considérations ont amené Platon à modifier ses vues. D'une part, une nouvelle théorie de l'âme, selon laquelle celle-ci n'est plus regardée comme l'ennemie du corps, mais comme son principe moteur. D'autre part, la reconnaissance de la régularité et de l'ordre que manifestent les mouvements des planètes. Enfin le sentiment que l'homme a sa place marquée dans le monde conçu maintenant comme un ordre, et qu'il doit tendre dès lors non plus à se séparer du monde, mais à imiter le bel ordre cosmique[13]."
6. Les lettres, dont les VII (-354), VIII (-353), considérées comme authentiques par la majorité des savants. Selon P. T. Keyser (1998), la lettre II, avec ses trois Rois, releverait de la philosophie du néoplatonicien Eudore d'Alexandrie.
7. "L'enseignement oral" (-350 ?), appelé "enseignements non écrits" (άγραφα δόγματα) ou "leçons non écrites" (άγραφοι συνυσίαι), dont une célèbre leçon Sur le Bien, mathématique[p. 1],[14]
8. Dialogues suspects ou apocryphes. Alcibiade majeur (Premier Alcibiade) (sur l'Homme), Alcibiade mineur (Second Alcibiade) (sur la prière), Axiochos (sur la mort), Épinomis, Hipparque (sur l'amour du gain), Hippias majeur (Grand Hippias) (sur le beau), Théagès (sur le savoir). Alcibiade I est considéré comme authentique par R. Adam, M. Croiset, etc., pas par C. Ritter, A. Taylor, etc. Hippias majeur est considéré comme authentique par V. Goldschmidt, A. Capelle, etc., pas par E. Horneffer, U. von Wilamowitz, etc.

## Pagination

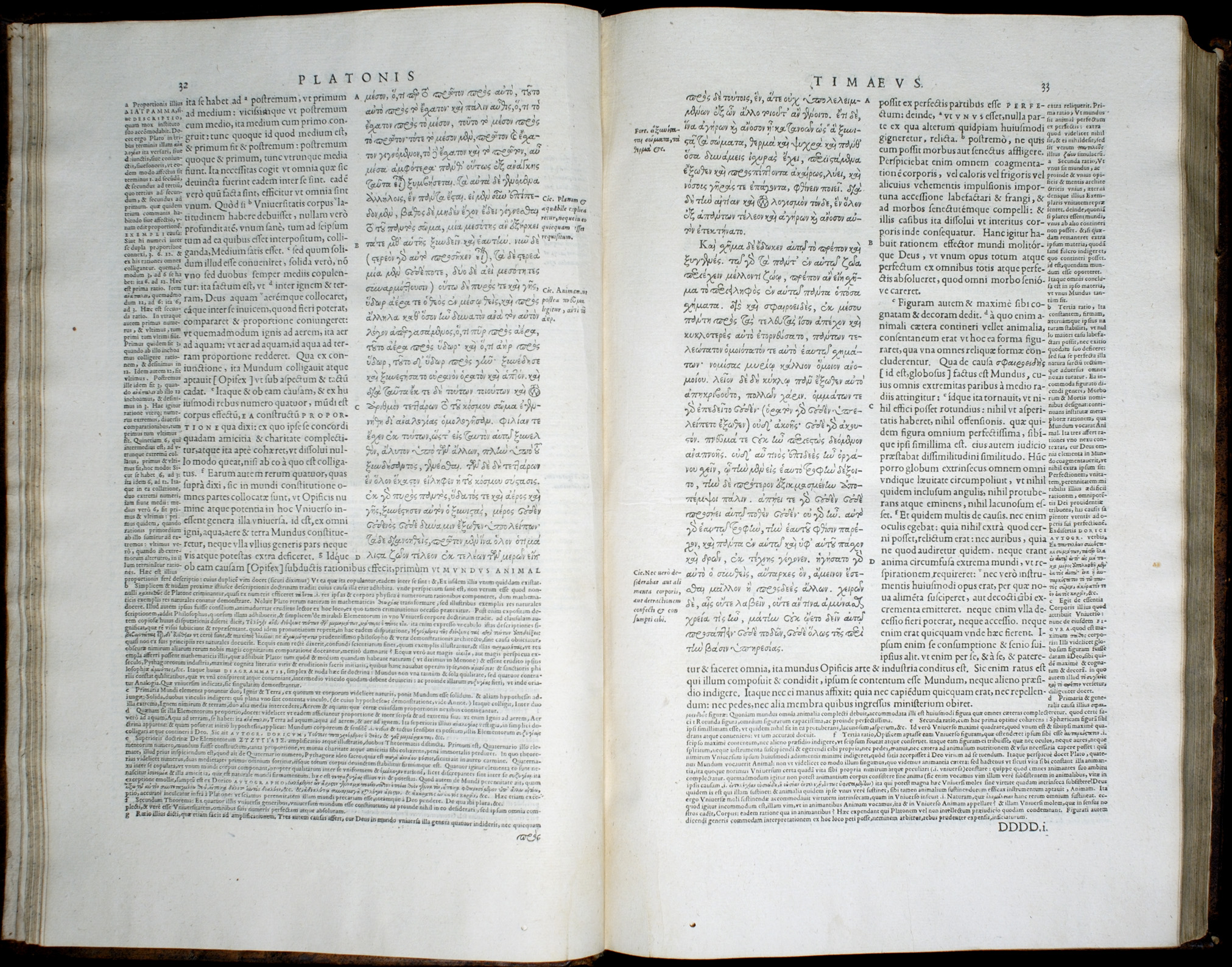
Le Timée (p. 32-33), dans l'édition Estienne.

La manière dont on renvoie aujourd'hui aux textes de Platon vient de l'édition, en 1578, par Henri Estienne, des œuvres de Platon accompagnées d'une traduction latine. Le texte est disposé en deux colonnes sur une même page, chaque colonne étant divisée en cinq paragraphes notés de a à e. Toute référence à une œuvre de Platon est donc de la forme titre, page, paragraphe. Ainsi, Théétète, 145d, renvoie, dans le texte du Théétète, à la page 145, paragraphe d.

## Cursus platonicien
Dans l'Antiquité, à partir du Ier siècle, on étudiait les dialogues de Platon dans un certain ordre, pédagogique, parfois même spirituel. Albinus veut "trouver le principe et l'entière disposition de l'enseignement qui mène à la sagesse". Dans un premier cycle, les Prolégomènes à la philosophie de Platon (VIe s.) étudiaient comme introduction : le Premier Alcibiade (connaissance de soi) et éventuellement La République, puis, pour les vertus politiques : le Gorgias, puis, pour les vertus cathartiques : le Phédon, puis pour les vertus théorétiques (la connaissance des êtres) : le Cratyle (sur les noms), le Théétète (sur les concepts), le Sophiste (sur la physique), le Politique (sur la physique), le Phèdre (sur les dieux), le Banquet  (sur les dieux), enfin, comme conclusion : le Philèbe. Dans un second cycle, on étudiait le Timée (en matière de physique), enfin le Parménide (en matière de théologie).